# Torre los Negros
Torre los Negros község Spanyolországban, Teruel tartományban. Torre los Negros Alpeñés, Cosa, Barrachina, Torrecilla del Rebollar és Pancrudo községekkel határos. Lakosainak száma 80 fő (2024).

## Népesség
A település népessége az utóbbi években az alábbiak szerint változott:
| Lakosok száma | 98   | 94   | 103  | 95   | 98   | 94   | 86   | 84   | 81   | 80   |
|               | 2001 | 2004 | 2007 | 2009 | 2012 | 2014 | 2017 | 2019 | 2022 | 2024 |